# Aniołka Pierwsza
Aniołka Pierwsza – wieś w Polsce położona w województwie wielkopolskim, w powiecie kępińskim, w gminie Trzcinica.
W latach 1975–1998 miejscowość administracyjnie należała do województwa kaliskiego.

## Położenie
Miejscowość Aniołka Pierwsza leży w południowej części Gminy Trzcinica, graniczy od południowego zachodu z Gminą Rychtal. W skład sołectwa wchodzą: wieś Aniołka Pierwsza, kolonia: Ignacówka Pierwsza oraz osada Aniołka Parcele.
Odległość Aniołki Pierwszej do większych ośrodków wynosi:
- Kępno – 22 km,
- Kalisz – 85 km,
- Wrocław – 84 km.

Miejscowość jest oddalona o 4 km od Urzędu Gminy.

## Dziedzictwo historyczne
Początki Aniołki Pierwszej sięgają końca XVI wieku, kiedy to właścicielem terenu pokrytego wówczas lasami był Jan Trzciński. W skład jego włości wchodziły ziemie o zasięgu obecnej parafii Trzcinica.
W końcu XVI wieku jego najstarszy syn – Gabriel, późniejszy burgrabia Krakowa przy królu Zygmuncie I Starym spodziewał się i pragnął, by jego żona Maria urodziła mu syna, pragnął tego też jego ojciec Jan. Maria Trzcińska nieoczekiwanie urodziła mu bliźniaczki – dwie córki. Matka bliźniaczek wpadła w zachwyt – wołając z radości – moje piękne aniołki, moje śliczne aniołki. Zachwyt matki udzielił się wszystkim, ponury dziadek Jan uznał narodziny bliźniaczek za wolę nieba i zwrócił się do syna by nadać im imiona – Aniołek I i Aniołek II.
Był to czas, gdy po odkryciu Ameryki nastąpił rozwój miast, otwierały się rynki Europy Zachodniej na polskie zboża. Szlachta budowała nowe folwarki, karczowała lasy, przeznaczając je na pola uprawne. Każda z córek nazwana Aniołkiem otrzymała na zabezpieczenie po folwarku nazwanym od jej imienia.
Ród Trzcińskich władał kompleksem dóbr Trzcińskich do 1812 roku. W tym roku Ignacy Trzciński zamienił się z baronem Knobelsdorfem na Biskupice na Górnym Śląsku. Odtąd w rękach różnych właścicieli znalazła się rozdrobniona majętność.
W 1846 roku w majętności Trzcinica znajduje się mniejsza wieś Aniołka – folwark w którym są dwa domy i 22 osoby. W 1881 roku Simon Zadik dzierżawił Aniołkę I jako dobra rycerskie – 358,45 ha, gorzelnia, cegielnia. W Aniołce II w 1884 roku gospodarzył inspektor Rother. Znajdowała się tam czynna gorzelnia parowa.
W 1950 roku utworzono w Aniołce Pierwszej spółdzielnię produkcyjną, która przetrwała tylko do 1956 roku, ponownie dokonano parcelacji gruntów i od tego czasu mieszkańcy Aniołki Pierwszej gospodarują na 19 gospodarstwach indywidualnych.
Do 1975 roku wioski Aniołka Pierwsza i Ignacówka Pierwsza należały do sołectwa Wodziczna. 31 grudnia 1975 roku na wniosek mieszkańców wsi zostało utworzone sołectwo Aniołka Pierwsza.
Aniołka Pierwsza została zelektryfikowana już w 1953 roku. Do najważniejszych osiągnięć mieszkańców Aniołki należy budowa drogi asfaltowej na odcinku 2160 m, która łączy Aniołkę Pierwszą z drogą asfaltową Buczek – Trzcinica oraz budowa drogi asfaltowej łączącej Ignacówkę Pierwszą z Wodziczną, o długości 2100 m – oddany do użytku w 1988 roku.
W 1994 roku z hydroforni w Teklinie doprowadzono do gospodarstw Aniołki Pierwszej i Ignacówki Pierwszej wodociąg przy 50% odpłatności mieszkańców.
W Aniołce Pierwszej działają aktywnie organizacje:
- Ochotniczej Straży Pożarnej – która została założona w 1946 r.,
- Kółka Rolniczego – założona w 1976 r.,
- Koła Gospodyń Wiejskich – założona w 1963 roku.

## Ludność
Sołectwo Aniołka Pierwsza na koniec października 2008 roku liczyło 134 mieszkańców. Struktura demograficzna jest stosunkowo zdrowa, z dużą liczbą osób w wieku przedprodukcyjnym.

## Przedsiębiorstwa
Na terenie Aniołki Pierwszej jest jeden zakład przemysłowy, jeden zakład usługowy. Pozostali mieszkańcy poszukują pracy w zakładach produkcyjnych i rzemieślniczych, w szczególności w branży stolarskiej i meblarskiej, których na terenie Gminy Trzcinica i w innych okolicznych gminach jest wiele.